# Walter Junker (Antifaschist)
Walter Junker  (* 27. November 1910 in Wannsee; † 28. Juli 1938 bei Corbera d’Ebre, Spanien) war ein deutscher antifaschistischer Widerstandskämpfer und Spanienkämpfer.

## Leben
Junker entstammte einer klassischen Arbeiterfamilie des beginnenden 20. Jahrhunderts; er war das vierte Kind eines Bauarbeiters und einer Waschfrau. Sein Vater und zwei seiner älteren Schwestern waren Mitglied der SPD. 1925 beendete er die Volksschule und begann eine Ausbildung zum Werkzeugmacher im Dynamowerk in Berlin-Siemensstadt. Um die sechsköpfige Familie finanziell zu unterstützen, musste er zusätzlich bei einem Einzelhändler arbeiten und als Balljunge auf Tennisplätzen Geld verdienen. Seine dadurch sehr geringe Freizeit nutzte er, um sich in einem Arbeiter-Turnverein sportlich und politisch zu bilden und er wurde Mitglied der Sozialistischen Arbeiterjugend (SAJ).
1928 wurde er Mitglied im Kommunistischen Jugendverband Deutschlands (KJVD), im Dynamowerk gründete er eine Betriebszelle. Im Juni 1929 organisierte Junker als Leiter der KJVD-Ortsgruppe von Nowawes eine Großkundgebung auf dem Bassinplatz in Potsdam. Seine politische Tätigkeit führte dazu, dass er acht Monate nach seiner erfolgreichen Gesellenprüfung bei Siemens entlassen wurde.
Nachdem Junker Mitglied der Kommunistischen Partei Deutschlands (KPD) geworden war, wurde er auch parteipolitisch aktiv tätig. 1931 wurde er zum Politischen Leiter der KPD-Ortsgruppe Nowawes gewählt. Besonders engagierte er sich für die Schaffung einer antifaschistischen Einheitsfront. Deshalb suchte er die Zusammenarbeit mit der SPD und fand eine Grundlage für gemeinsames politisches Handeln mit Georg Spiegel, dem Vorsitzenden der SPD-Kreises Potsdam.
Außerdem organisierte Junker Zeltlager in den Wäldern bei Wilhelmshorst für die Babelsberger Arbeiterjugend und schuf so Kontakte in den ländlichen Raum. Ab 1932 war er Herausgeber der KPD-Ortsgruppenzeitung Junger Pionier.
Zusammen mit Alfred Lehnert, Walter Klausch und Albert Klink organisierte er im Februar 1933 den Widerstand gegen den Nationalsozialismus. Im März 1933 wurde Junker in seiner Wohnung verhaftet und in das Potsdamer Polizei-Gefängnis gebracht. Nach einigen Tagen wurde er aber wieder entlassen. Wegen der von nun an bestehenden Gefahr, erneut verhaftet zu werden, flüchtete er aus Potsdam.

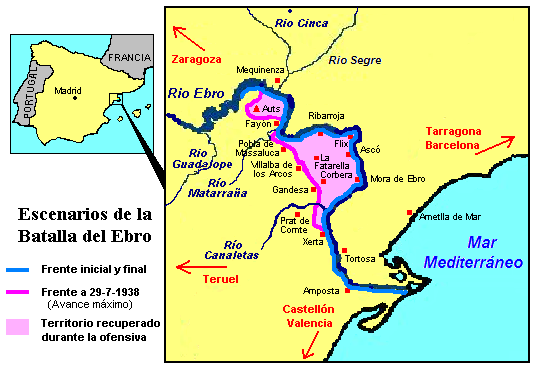
Karte der Ebroschlacht

Im Mai 1933 emigrierte er nach Prag. Wegen seiner fortgesetzten antifaschistischen Betätigung war er aber in der Tschechoslowakei von Ausweisung bedroht. Er verlegte seinen Wohnsitz deshalb für eine kurze Zeit in die Schweiz, um von dort aus nach Spanien reisen zu können, und dort die republikanischen Kräfte gegen die putschenden Militäreinheiten zu unterstützen. Dieses Ziel erreichte er im Juni 1938, als er dem Bataillon „12. Februar“ der XI. Internationalen Brigade zugeteilt wurde. Hier wurde er MG-Führer in der Maschinengewehrkompanie und er nahm teil an der Ebro-Offensive der republikanischen Armee. Die Ebro-Offensive war die letzte große Schlacht im spanischen Bürgerkrieg, die am 25. Juli 1938 begann. Beim Sturm auf die Stadt Gandesa wurde Walter Junker bei Corbera d’Ebre, zehn Kilometer westlich des Ebro, von einem Explosivgeschoss getroffen und tödlich verletzt.

## Ehrungen
- In Potsdam gab es eine Walter-Junker-Straße, die aber 1993 wieder in Heilig-Geist-Straße rückbenannt wurde.
- Das Klubhaus der BSG Turbine Potsdam war nach ihm benannt.
- Das Regiment GR44 der Grenztruppen der DDR trug den Ehrennamen Walter Junker.

1973 wurde am Bahnhof Griebnitzsee von der Reichsbahn-Brigade Walter Junker eine Stele errichtet, die von dem Künstler Walter Bullert gestaltet wurde. Hierauf befand sich ein Relief sowie eine Tafel mit dem Text:

„Wir gedenken dem großen Vorbild Walter Junker, führendes Mitglied der Nowaweser Arbeiterbewegung, Antifaschist, Internationalist und Spanienkämpfer. Geboren am 27.11.1910, gefallen am 28.07.1938 bei Gandessa/Spanien.“

Bis zum Fall der Mauer im November 1989 war der Stein nicht der Öffentlichkeit zugänglich, da er sich im Sperrgebiet der DDR-Grenze zu West-Berlin befand. 1992 wurde die Stele von der Deutschen Bahn AG als neuem Eigentümer des Bahnhofsplatzes beseitigt. Die Stele wurde dem Potsdam Museum übereignet, wo sie sich heute in einem Magazin befindet. Der für die Stele errichtete Sockel wird seitdem für eine Hinweistafel auf den Regional-Bahnhof genutzt.